# Pieni-Onni
Pieni-Onni är en ö i Finland. Den ligger i sjön Vuotjärvi och i kommunen Kuopio i den ekonomiska regionen  Kuopio ekonomiska region  och landskapet Norra Savolax, i den centrala delen av landet, 400 km nordost om huvudstaden Helsingfors. Öns area är 1,3 hektar och dess största längd är 180 meter i sydväst-nordöstlig riktning.